# 山﨑孝明
山﨑 孝明（やまざき たかあき、1943年〈昭和18年〉10月13日 - 2023年〈令和5年〉4月12日）は、日本の政治家。東京都江東区長（4期）、東京都議会議員（5期）、江東区議会議員（2期）、特別区長会会長を務めた。

## 来歴
東京都江東区出身。江東区立砂町小学校入学、江東区立第四砂町小学校、江東区立第三砂町中学校、東京都立両国高等学校、早稲田大学第一商学部卒業。
東京都議会議員選挙に25歳、29歳で立候補するがともに落選。日本そば店「やま孝」の経営、木場の銘木店勤務、トラック運転手、石井桂衆議院議員の秘書など様々な職業に就く。
1983年（昭和58年）、江東区議会議員に初当選。1987年（昭和62年）に再選。
1990年（平成2年）の東京都議会議員補欠選挙に立候補し初当選。以降5期連続当選。都議会では自民党総務会長、政調会長、幹事長などを歴任した。
2007年（平成19年）、江東区長選挙に立候補。元区議の川北直人、日本共産党推薦の中野幸則らを破り初当選した。2011年（平成23年）、再選。2015年（平成27年）、3選。2019年（平成31年）、4選。
2019年、特別区長会会長に就任。
2021年（令和3年）10月の衆院選東京15区において、自民党は、それぞれ無所属で立候補した現職の柿沢未途と元衆議院議員の今村洋史の両者に推薦を出した。山﨑と、長男で都議の山﨑一輝の親子は今村を支援したが、柿沢が当選し、今村は4番目の得票数により落選した。
2022年（令和4年）11月24日、翌年4月に行われる区長選挙に5選を目指して立候補することを表明した。
2023年（令和5年）3月27日、病院に救急搬送され入院。入院先から電話で、山﨑一輝に「区長選には出られない」と伝えた。同日に開かれた孝明の支援者向けの決起集会で、一輝は、孝明が健康上の理由で区長選への立候補を取りやめることを明かした。同年4月12日、膀胱がんによる急性腎不全のため、東京都内の病院で死去。79歳没。地方自治法の規定に伴い、新区長選出まで押田文子副区長が区長職務を代行した。

## 区政

### 中央防波堤埋立地の帰属についての対応
埋立地の帰属について江東区は大田区と争ってきたが、2019年（令和元年）9月26日、山﨑江東区長は東京地裁第一審判決を受け入れることを表明した。同判決によれば帰属面積は、江東区が約79％、大田区は約21％となっている。
同年10月3日、大田区も第一審判決を受け入れることを表明し、判決は確定した。

## ゴルフ場私物化問題
2023年3月23日、週刊文春電子版は、「日本一予約が取りにくい」とされる都立ゴルフ場「若洲ゴルフリンクス」（江東区若洲）をめぐって、長男の山﨑一輝都議会議員ともども、「別枠」で頻繁に特別優先利用している「私物化」の疑惑があると報じた。取材に対して、一輝は、報道された事実の一部を否定しつつ、少なくとも年7回、9回のプレーをしていることを自ら認めた。
報道から4日後の3月27日、孝明は体調悪化を理由として、5期目の立候補を表明していた江東区長選挙からの撤退、政界引退を発表するに至り、その後死去した。